# ۱۸۸۹

## زادروزها
- ۱۹ فوریه – ارنست مارزدن، فیزیک‌دان بریتانیایی (د. ۱۹۷۰)
- ۲۹ مارس – وارنر بکستر، بازیگر آمریکایی (د. ۱۹۵۱)
- ۷ آوریل – گابریلا میسترال، شاعر و دیپلمات شیلیایی (د. ۱۹۵۷)
- ۱۴ آوریل – آرنولد جی. توینبی، تاریخ‌نگار بریتانیایی (د. ۱۹۷۵)
- ۱۶ آوریل - چارلی چاپلین، بازیگر آمریکایی
- ۲۰ آوریل - آدولف هیتلر، پیشوای آلمان (د. ۱۹۴۵)
- ۱۸ مه – توماس میدگلی جونیور، شیمی‌دان آمریکایی (د. ۱۹۴۴)
- ۲ ژوئن – مارتا ونتورت، بازیگر آمریکایی (د. ۱۹۷۴)
- ۲۳ ژوئن – آنا آخماتووا، شاعر و نویسنده روس (د. ۱۹۶۶)
- ۲۷ ژوئن – مورونی اولسن، بازیگر آمریکایی (د. ۱۹۵۴)
- ۵ اوت – کنراد ایکین، نویسنده و شاعر آمریکایی (د. ۱۹۷۳)
- ۸ سپتامبر – رابرت تفت، قاضی و سیاست‌مدار آمریکایی (د. ۱۹۵۳)
- ۲۶ سپتامبر – مارتین هایدگر، شاعر و فیلسوف آلمانی (د. ۱۹۷۶)
- ۳ اکتبر – کارل فون اوسیتزکی، ژورنالیست و نویسنده آلمانی (د. ۱۹۳۸)
- ۱۴ نوامبر - جواهر لعل نهرو، نخستین نخست‌وزیر هند
- ۲۰ نوامبر – ادوین هابل، ستاره‌شناس آمریکایی (د. ۱۹۵۳)

## درگذشت‌ها
- ۱۲ مه – میخائیل سالتیکوف-شچدرین، نویسنده روسی (ز. ۱۸۲۶)
- ۲۳ سپتامبر – ویلکی کالینز، نویسنده بریتانیایی (ز. ۱۸۲۴)
- ۱۱ اکتبر – جیمز ژول، فیزیک‌دان بریتانیایی (ز. ۱۸۱۸)
- ۶ دسامبر - جفرسون دیویس، رئیس‌جمهور ایالات کنفدراسیون آمریکا
- ۳۱ دسامبر – آیون کرنگا، شاعر و نویسنده رومانیایی